# 歇山顶
歇山顶，又稱為九脊殿、曹殿、厦兩頭造、 四垂頂 或四面落水頂，為東亞常見的屋頂形式之一。在日本稱為入母屋造（假名：日语： Irimoyazukuri）。在韓國稱之為팔작 지붕（漢字：八作 지붕）。為四坡式的屋頂結合兩面山牆，前後有完整且較大的斜坡，但左右只有部分較小斜坡，上段設三角形山牆。相當於上半部分为山頂或硬山頂的樣式，而下半部分则为庑殿頂的样式。
此種屋頂形式為源於中國，並傳播至東、南亞大部分地區，包含臺灣、日本、朝鮮半島、蒙古、尼泊爾、印度、斯里蘭卡、越南。

## 名稱
歇山頂在宋朝《營造法式》稱九脊殿、曹殿、漢殿或厦两头造，厦兩頭造名稱在唐朝就已經存在。稱做為九脊殿是因為歇山頂共有九条屋脊，即一条正脊、四条垂脊和四条戧脊。清朝《清式營造則例》稱為歇山頂:107，因其山牆只延伸到中段，有山牆至此停歇之意:107。在臺灣則稱之為四垂頂:106或四面落水頂。

## 結構
歇山頂包含四面屋坡，九條屋脊——正脊一条、垂脊四条和戗脊四条，屋顶两侧形成的三角形墙面——山牆:107[./歇山顶#cite_note-李2-4 [3]]:107。
歇山頂分单檐歇山頂和重檐歇山頂两种，所谓重檐分為上、下檐，就是在单檐歇山頂的下方，再加上一至二层環繞四周的屋檐形成二重檐或三重檐:109，和庑殿顶大致相同。
歇山頂山牆常被稱為山花，原因是依照在北方官式作法，山牆裝有山花板，其上面繪有花紋，故曰山花。目的是封堵山牆、分隔室內外。外側有保護檁木的博風板、輔助及裝飾性的懸魚惹草。山牆結構的組合因地區、時代而異而有顯著的差異，形成形似懸山頂或硬山頂的形式，最主要的差異是山花和博風板的距離。懸山頂的形式，山花和博風板分離、山花板亦有可能位在實際的山牆外側；硬山式，則山牆和博風板重合。山牆可為木製的山花板、泥壁、磚牆、木連格子、漆喰、琉璃瓦甚至鏤空等不同材質即形式，在中國、韓國、日本各地區皆有不同表現，在台灣則多為磚牆封堵的硬山形式。
山牆可透過改變山牆的位置而有大小深淺的變化，稱之「收山法」:109。按照北方官式，收山法通常由山面正心桁中，向內側收一桁徑為山花板外皮位置；如小式建築，則由山面檐檁中向內側收進一檁徑，定為山花板外皮位置。收山法並可分為順樑法及趴樑法。山牆的重量則可以透過山牆延伸至地面，或者以柱列和梁架支撐，並可以透過增柱造使山牆位置更靈活且支撐力更強。

## 歷史

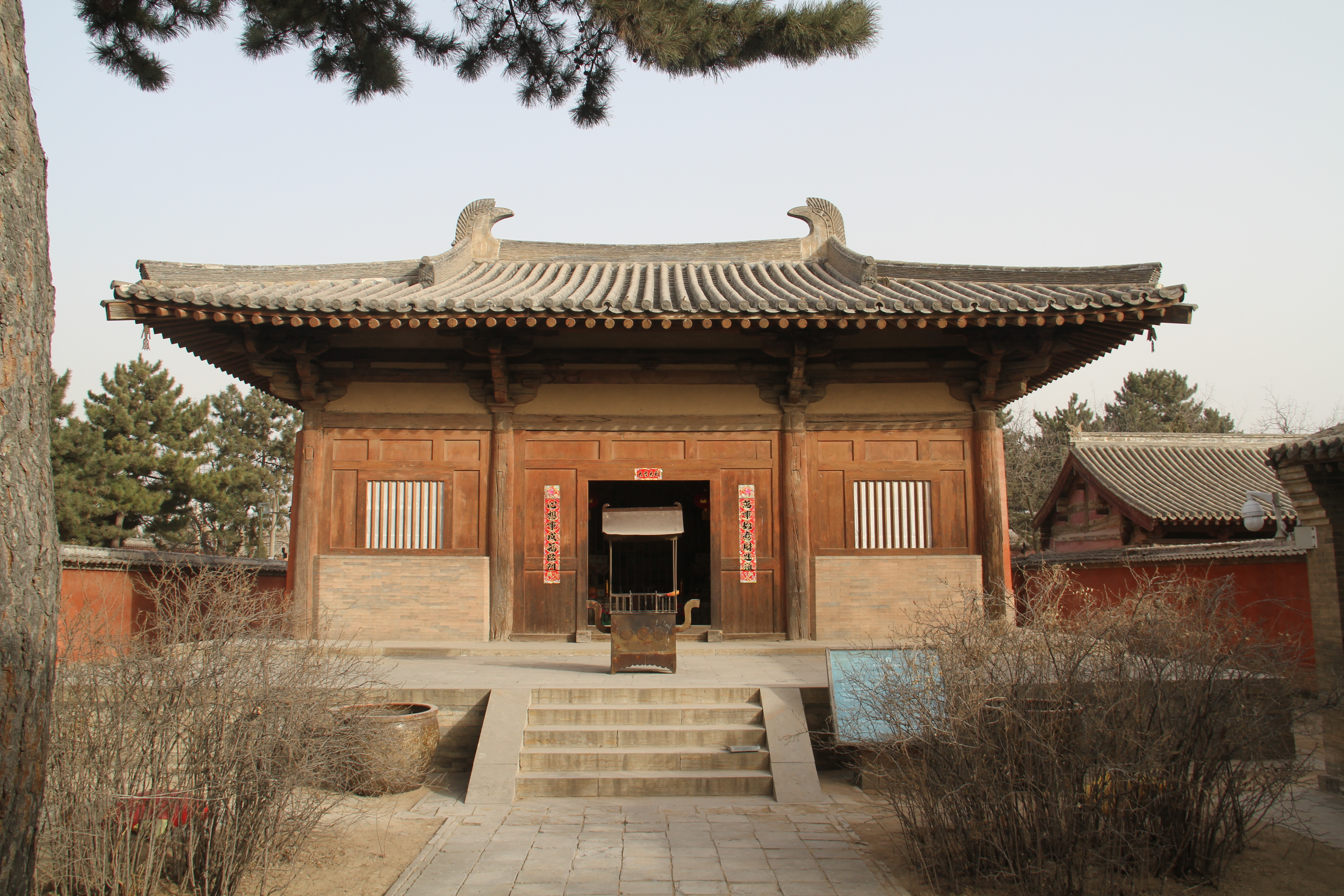
南禪寺大殿的早期歇山頂風格

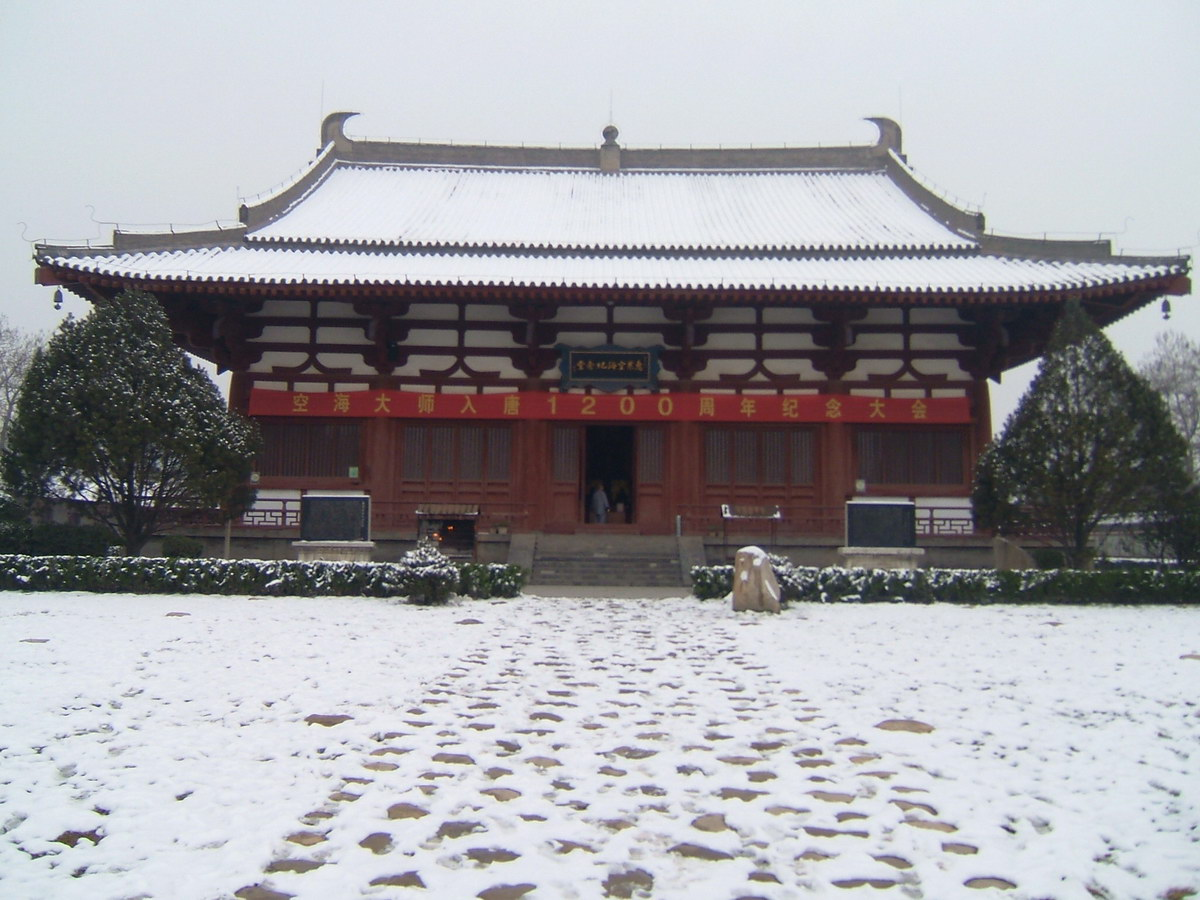
西安青龍寺空海紀念堂是復古建築，采取早期分段式歇山頂。

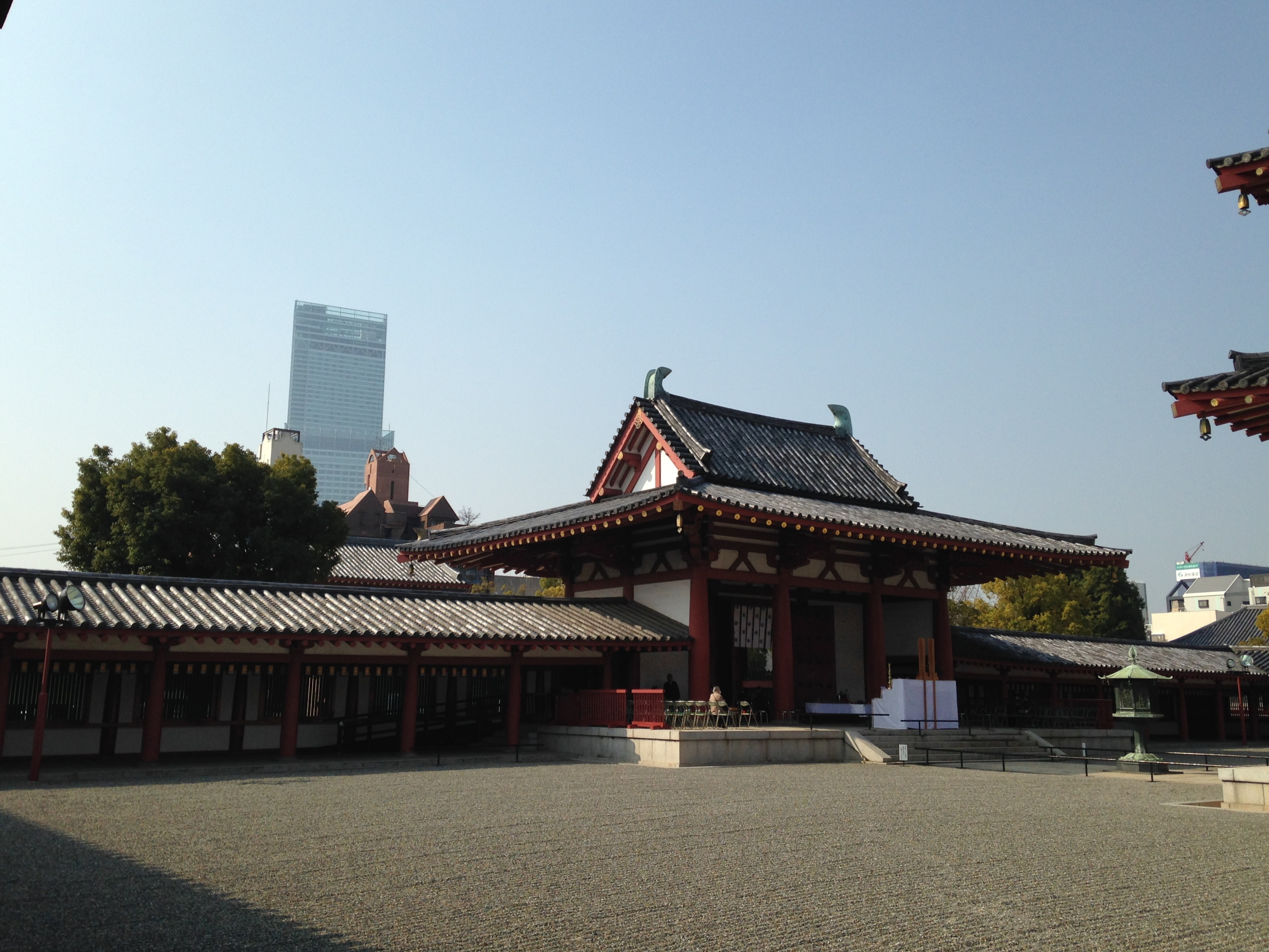
四天王寺的分段式歇山頂

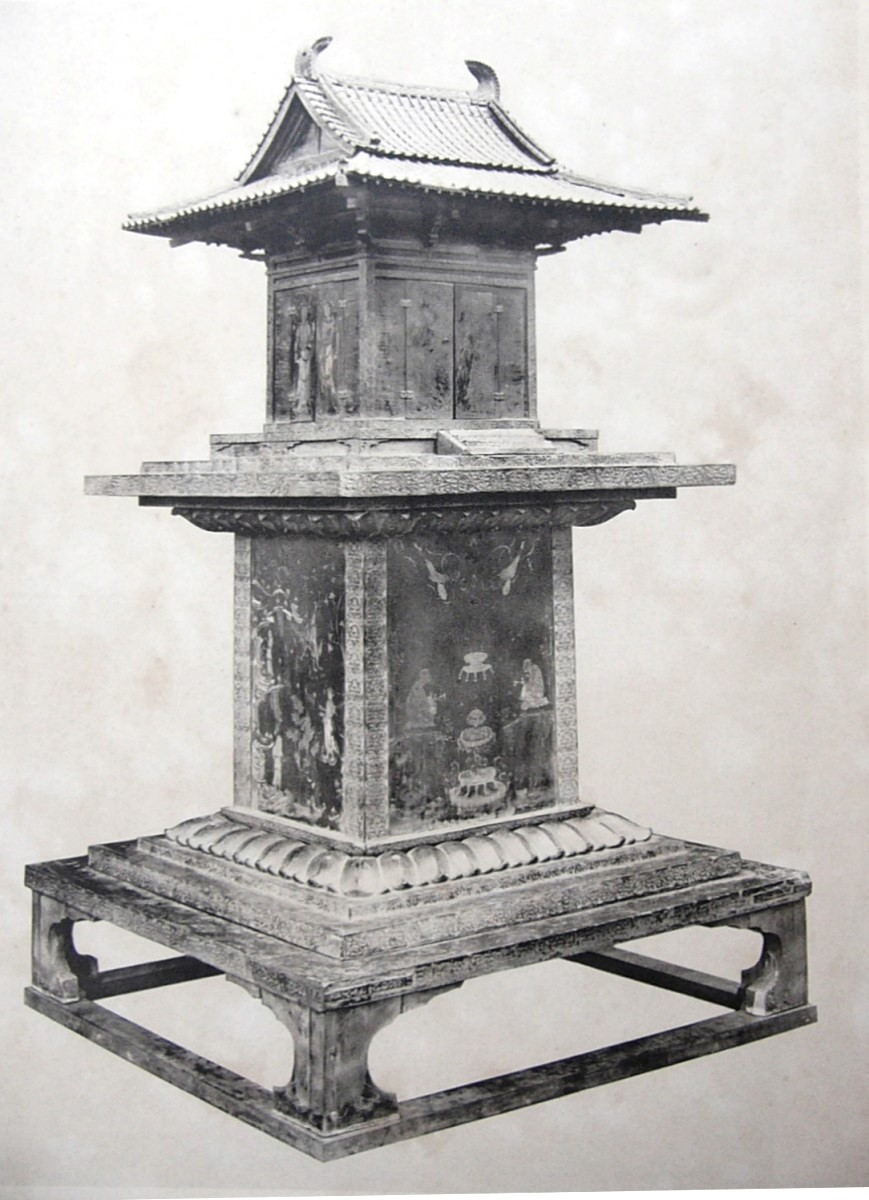
法隆寺的玉虫櫥子

### 中國
歇山頂的出現晚于廡殿頂，其起源有數種說法：其中之一為起源於在懸山頂的下方加披簷，第二種主張為四阿廡殿頂脊下兩端開洞通風，皆可以視為上側的懸山頂和下側的四坡頂的結合，分段明顯。在漢代四川牧馬山崖墓出土的明器中有分段式歇山頂的結構，到魏晉南北朝，在龍門石窟第1443窟古陽洞，北魏正始四年(507年)的安定王元燮造像龛出現了不分段的歇山頂；敦煌莫高窟北周296窟《五百强盗成佛因缘》壁畫中共繪屋頂六十個，其中歇山式三十五個，呈上下不連續狀的就有二十個。有此可知分段和不分段歇山頂此兩種形式有長期的共存時間。今日在日本仍可見到分段式的歇山頂，西安青龍寺遺址上1981年重建的「惠果空海紀念堂」便採取此種分段的方式。
此後歇山頂的樣式逐漸定形成熟。中國现存最早木结构歇山式建筑是唐代的五台山南禅寺大殿，為三開間的單檐歇山頂，出檐深遠；其次是芮城廣仁王廟，面闊五間。敦煌莫高窟的壁畫中也大量出現歇山頂。
到了宋、遼、金时期，歇山顶已经大为流行，逐漸成為寺廟等重要建築的屋頂形式，一些建筑物的单檐庑殿式主殿开始改为重檐歇山式。元朝的歇山頂建築蓬勃發展，同時結構也更為複雜，例如元大都大內中軸線上大明殿後的寢宮即為複雜的重檐歇山頂；元代龍舟奪標圖中有重檐歇山十字脊的水上建築。明代廡殿頂漸趨少見，尤其是在南方。重檐歇山頂逐漸成為主流，超越单檐庑殿，更广为运用到殿宇建筑之中，成为仅次于重檐庑殿的最高等级建筑样式。結構複雜的歇山頂也在此時大量出現，例如明代安文正的黃鶴樓圖和岳陽樓圖中，兩棟建築皆在當時採用複雜的不等大山牆或多角形歇山頂。
隨著時代的演變，歇山頂也產生外型的變化。早期歇山顶建築收山較明顯，山牆較小，唐朝正脊長度可能只有正面寬度的三分之一，明、清时期，由于官式做法使用采步金和草架柱子，因此出现了大歇山；同時，屋坡舉折也愈來愈陡峭高聳，自明代以来。歇山式建筑日益高大，同时收山的尺度缩小、正脊的尺度加长，这使得建筑看起来更加高峻凝重。早期山墙侧透空，没有山花板，只有悬山式的博风板，隨後山面开始不透空，明朝时多用砖头垒砌山牆，到了清朝才常在博风板里加上山花板。
在中国古代，建筑屋顶的样式有等級差異。以重檐廡殿頂最高，其次為其中重檐歇山顶和单檐庑殿顶，再次為單檐歇山頂。依照《唐六典》紀載，只有五品以上官吏的住宅正堂才能使用，到後期制度逐漸瓦解，也有些民宅开始使用歇山顶。

### 日本
入母屋在日本有本土及外來起源，位在靜岡縣靜岡市的彌生時代的聚居地遺蹟——登呂遺址中的竪穴式建築即有復原的茅葺屋頂入母屋形式。奈良縣的佐味田寶塚古墳出土的家屋文鏡（かおくもんきょう）背面雕刻的四種當時的建築樣式，當中包括入母屋形式。魏晉南北朝時，梁朝和陈朝曾派遣工匠至百济建造寺院，之后百济又向日本派遣工匠，原生的入母屋頂與傳入的歇山頂融合，並保留了早期分段式歇山頂，實例包括法隆寺收藏的玉蟲櫥子、大阪四天王寺。在日本，分段式屋頂包括歇山頂和廡殿頂皆被稱為錣屋根。在長崎則有两段屋頂完全脫開的形式，例如長崎興福寺本堂、孔子廟大成殿。奈良法隆寺西苑伽藍則保存了世界上最早，飛鳥時代的木結構歇山頂建築。
不同於中國，日本文化視懸山頂(切妻)為最高等級的屋頂形式，廡殿頂(寄棟造)則是最低的形式:221，混和二者的入母屋受中國文化影響，則常被用在宮殿、寺社等重要建築中。在沖繩(琉球)，最高等級的建築是重檐入母屋(歇山頂)，例如首里城正殿，寄棟造(廡殿頂)多為民居所用。

## 變體

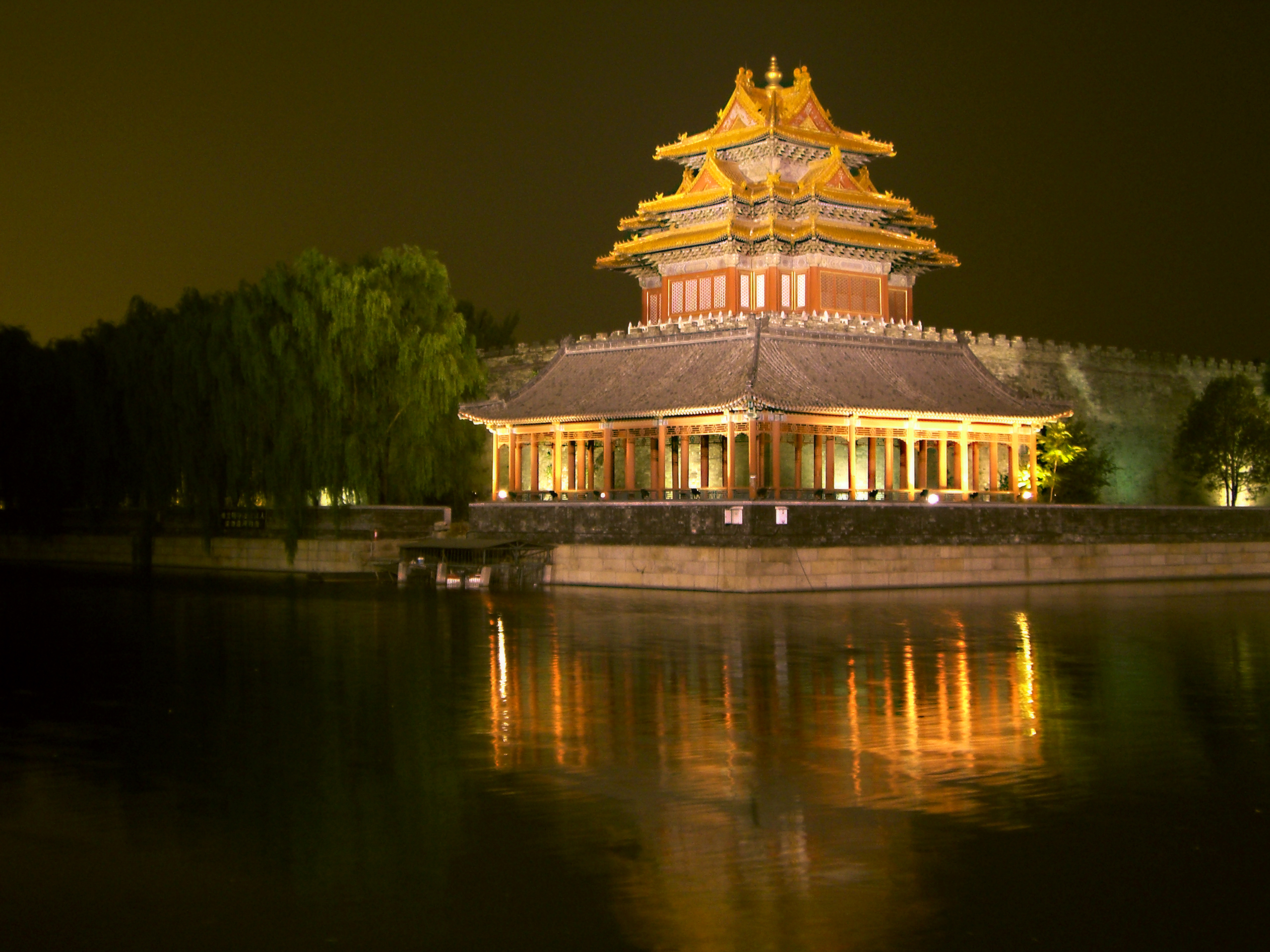
四面歇山顶的北京故宫角楼。

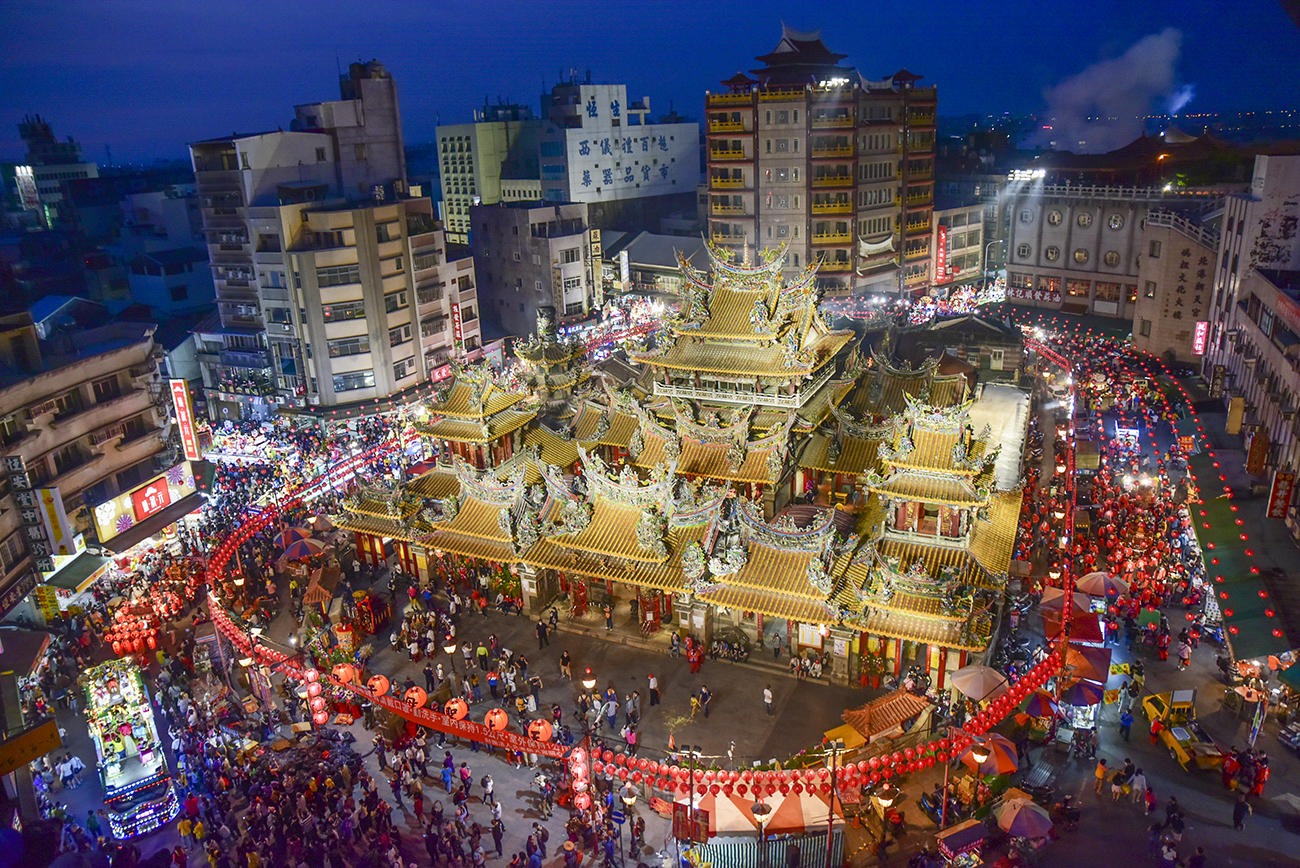
北港朝天宮歇山假四垂重檐閣樓

歇山頂的基本样式加以延伸，透過改變平面、立面、梁架等，可以演变出以下幾種变体。
- 四面歇山顶：四面歇山顶是由两个歇山顶用相交所构成的屋顶，形成十字脊，四面皆為歇山頂的山牆，實例有北京故宫角楼、閱江樓、光嶽樓、臨汾東嶽廟戲台、新竹南園南樓。
- 丁字相交歇山頂：丁字相交歇山頂為四面歇山顶的變體，也是十字脊的方式，但只有三面有山牆，實例有正定關帝廟。
- 轉角相交歇山頂：轉角相交歇山頂亦為四面歇山顶的變體，採十字脊的方式，但只有相鄰兩面有山牆或一面，實例有北京內城東南角樓、公館林宅、神岡呂家頂瓦厝和北宋清明上河圖畫面中的正店旁的平房。
- 卷棚歇山顶：卷棚歇山顶是指没有正脊，而采用捲棚頂的方式建造的歇山顶，多用在較次要的建築。實例有鹿港龍山寺拜亭、承德避暑山庄煙雨樓、北京故宮暢音閣和蓮座山觀音寺重檐拜亭。
- 假四垂：假四垂頂為臺灣在日治時期演變出的屋頂形式，最早可以追溯到由陳應彬大師製作的北港朝天宮三川殿，通常上檐為歇山頂，下檐為硬山頂，上檐重量由點金柱支撐，形式挺拔秀麗，廟宇多用之，並可以解決通風及部分採光等問題。擅長施作的匠師以陳應彬最著名。實例有桃園景福宮、北港朝天宮、台中樂成宮。

## 實例

### 单檐歇山顶
銀川南薰門門樓、福州華林寺、薊州獨樂寺觀音閤、北京妙应寺山门、北京智化寺智化殿、台北府城北門、首里圓覺寺總門

### 重檐歇山頂
臺北圓山大飯店、臺北龍山寺正殿、臺北保安宮正殿、蘇州玄妙觀三淸殿、首爾景福宮勤政殿

## 圖集

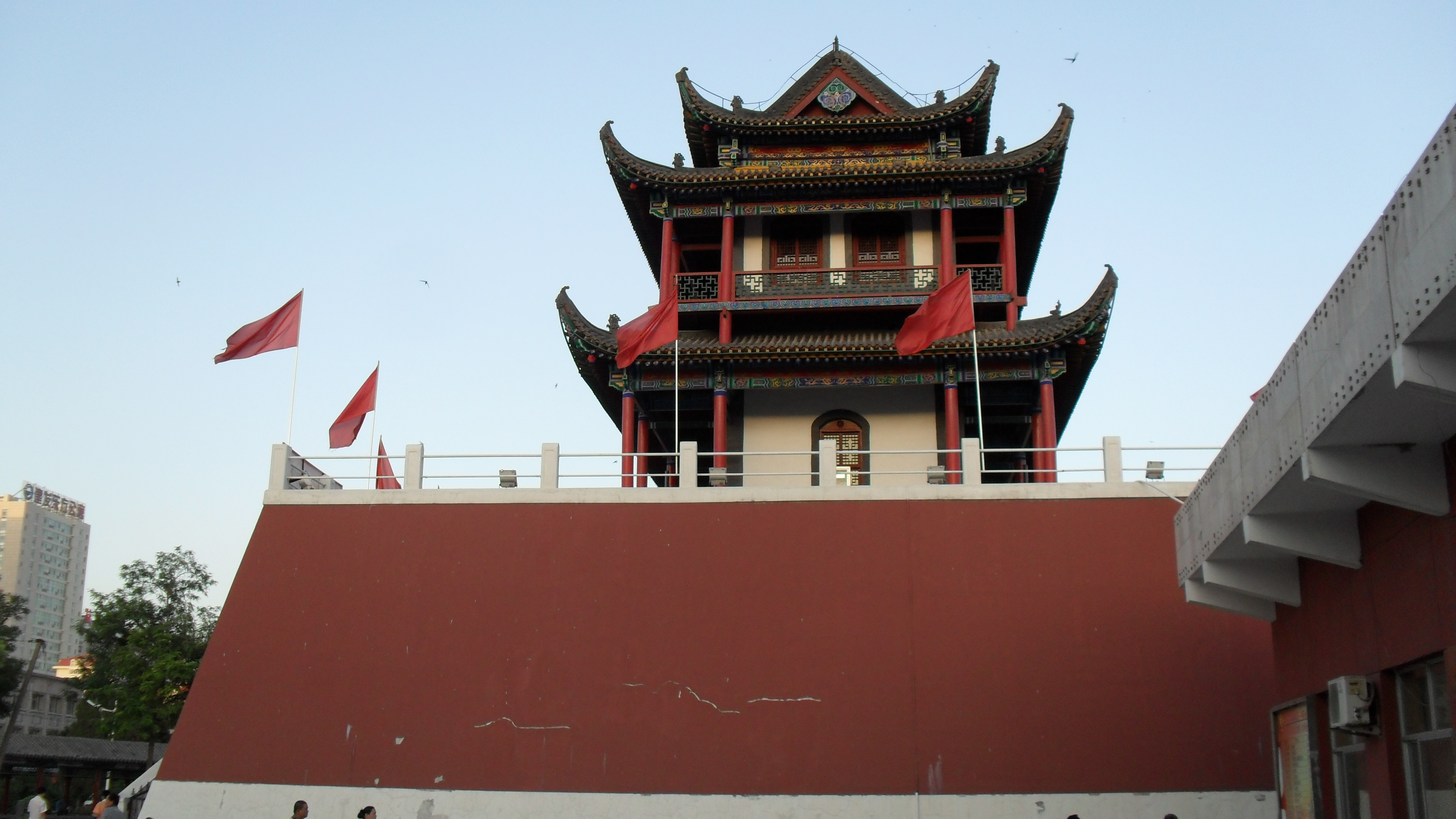
銀川南薰門門樓使用單簷歇山頂。
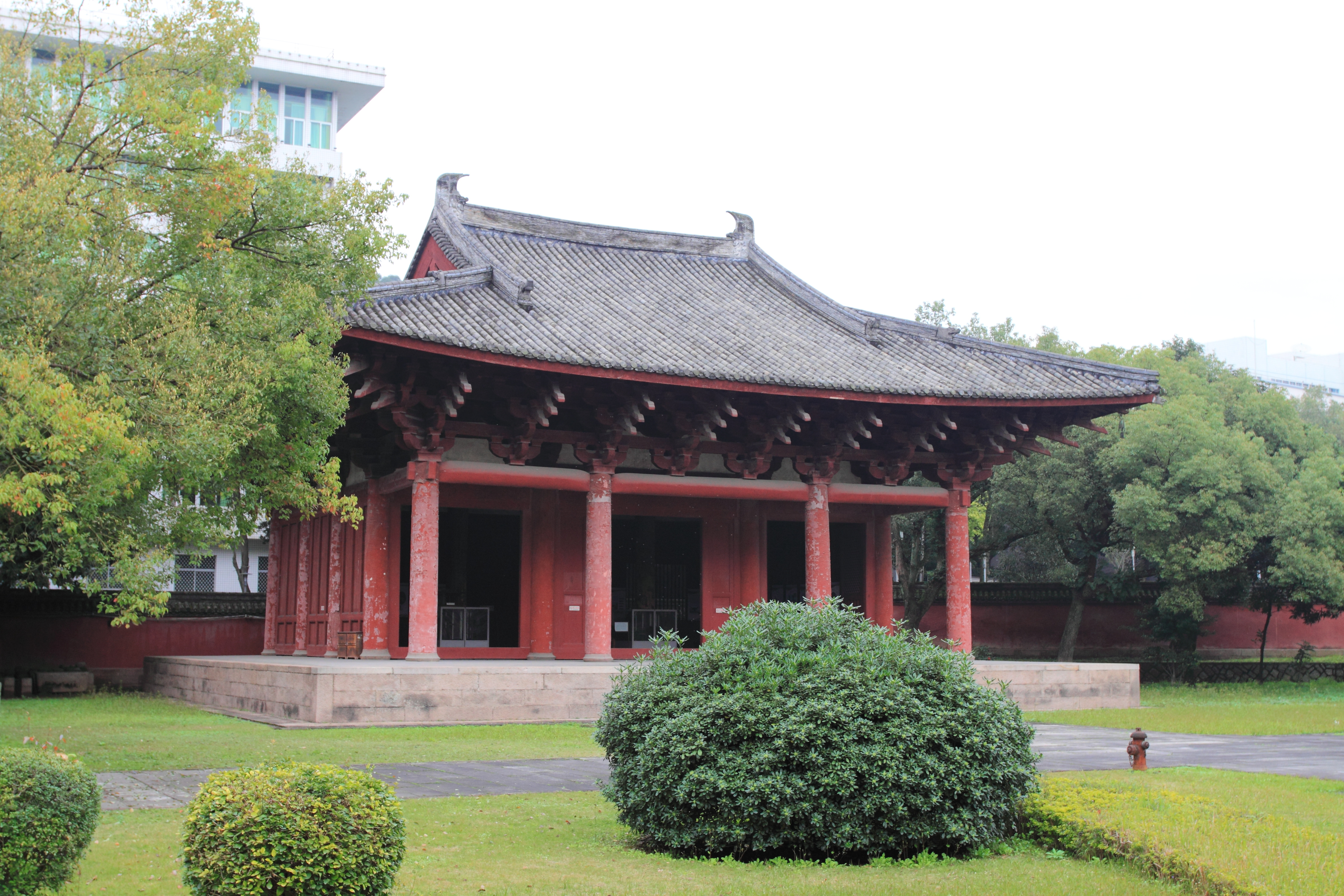
福州華林寺使用單簷歇山頂。
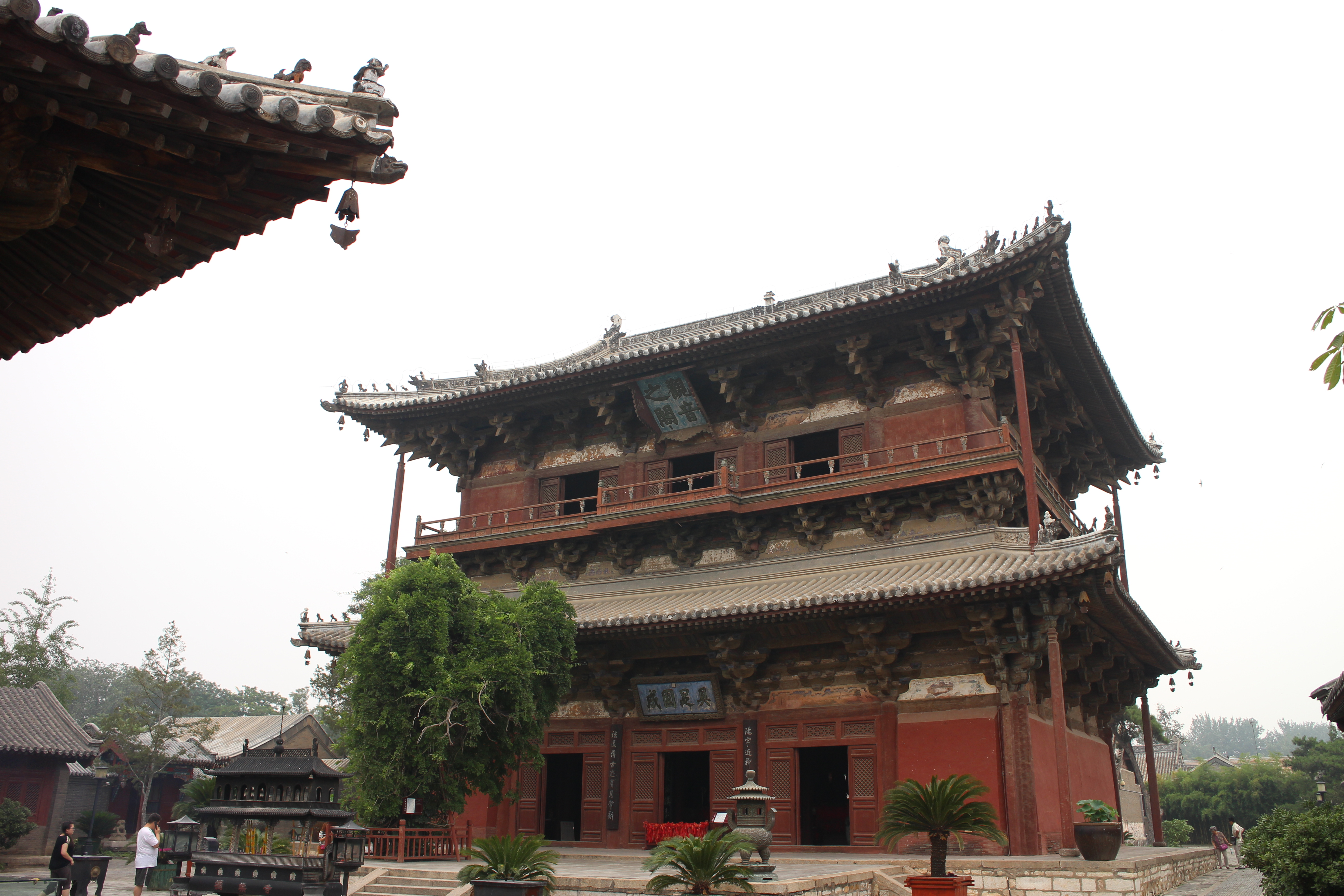
蓟州区獨樂寺觀音閤爲雙層歇山頂建築。
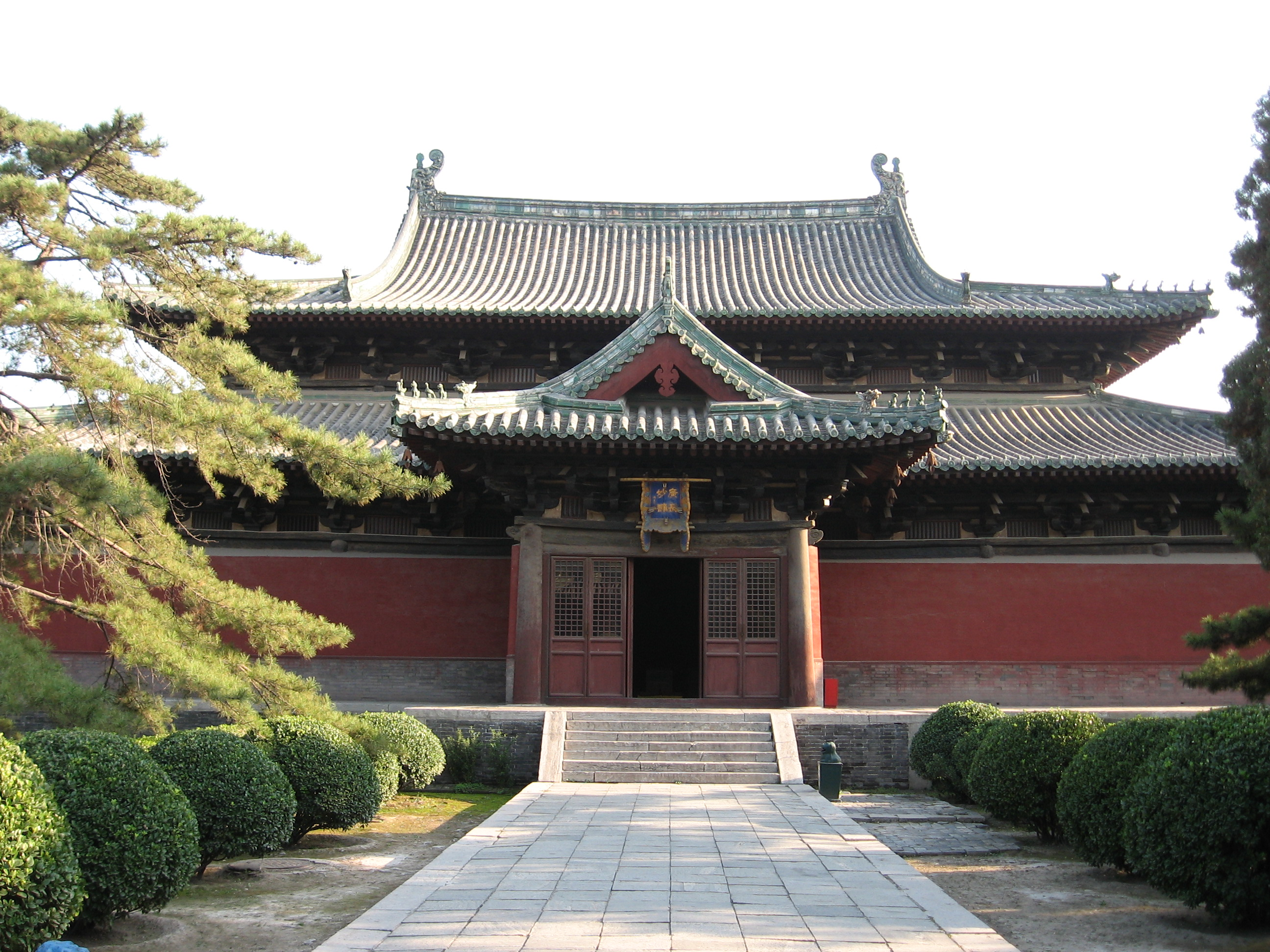
正定隆興寺摩尼殿爲重檐歇山顶建築，四面出抱廈。
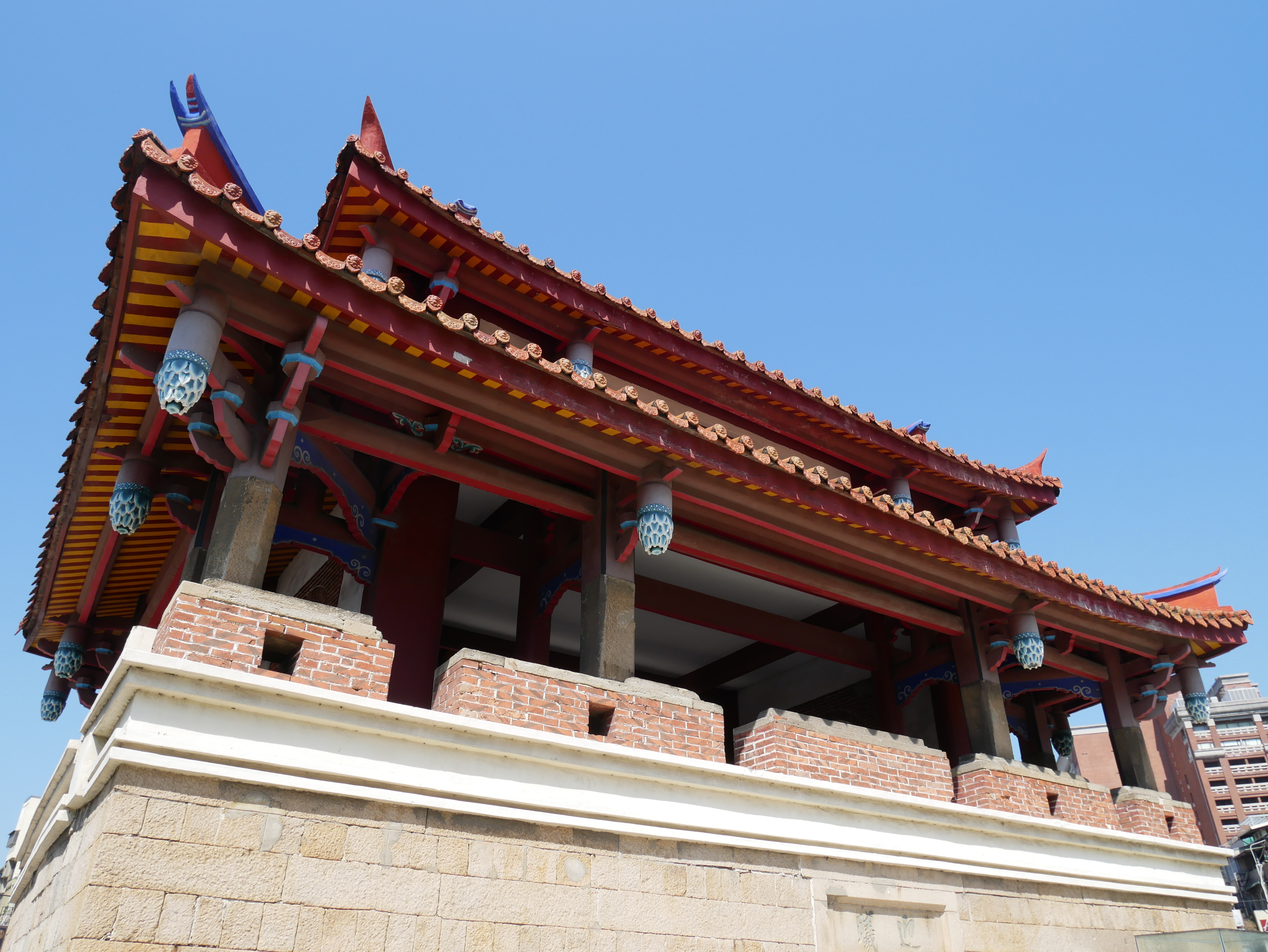
新竹迎曦門門樓使用重簷歇山頂。
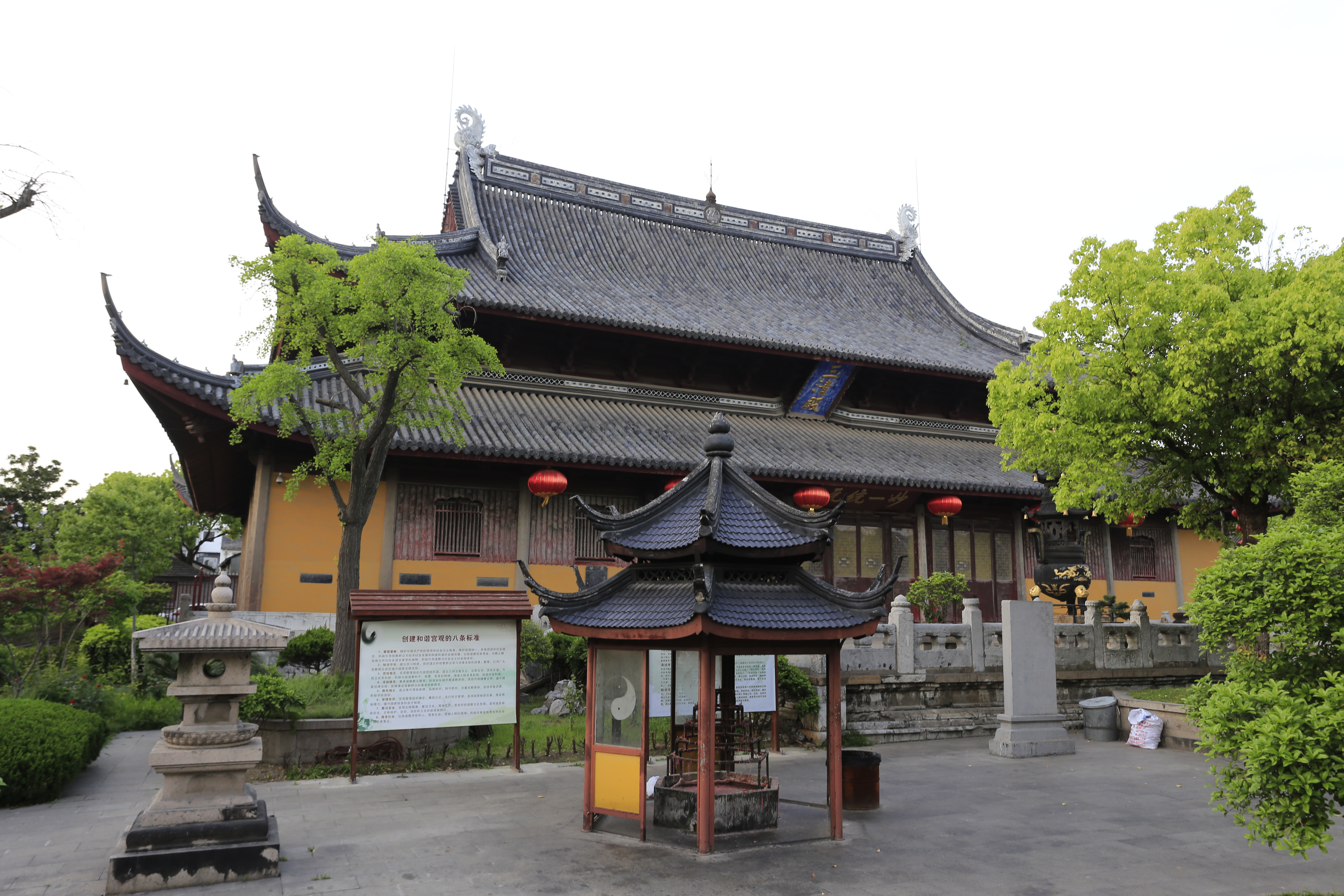
採用重檐歇山顶蘇州玄妙觀三淸殿
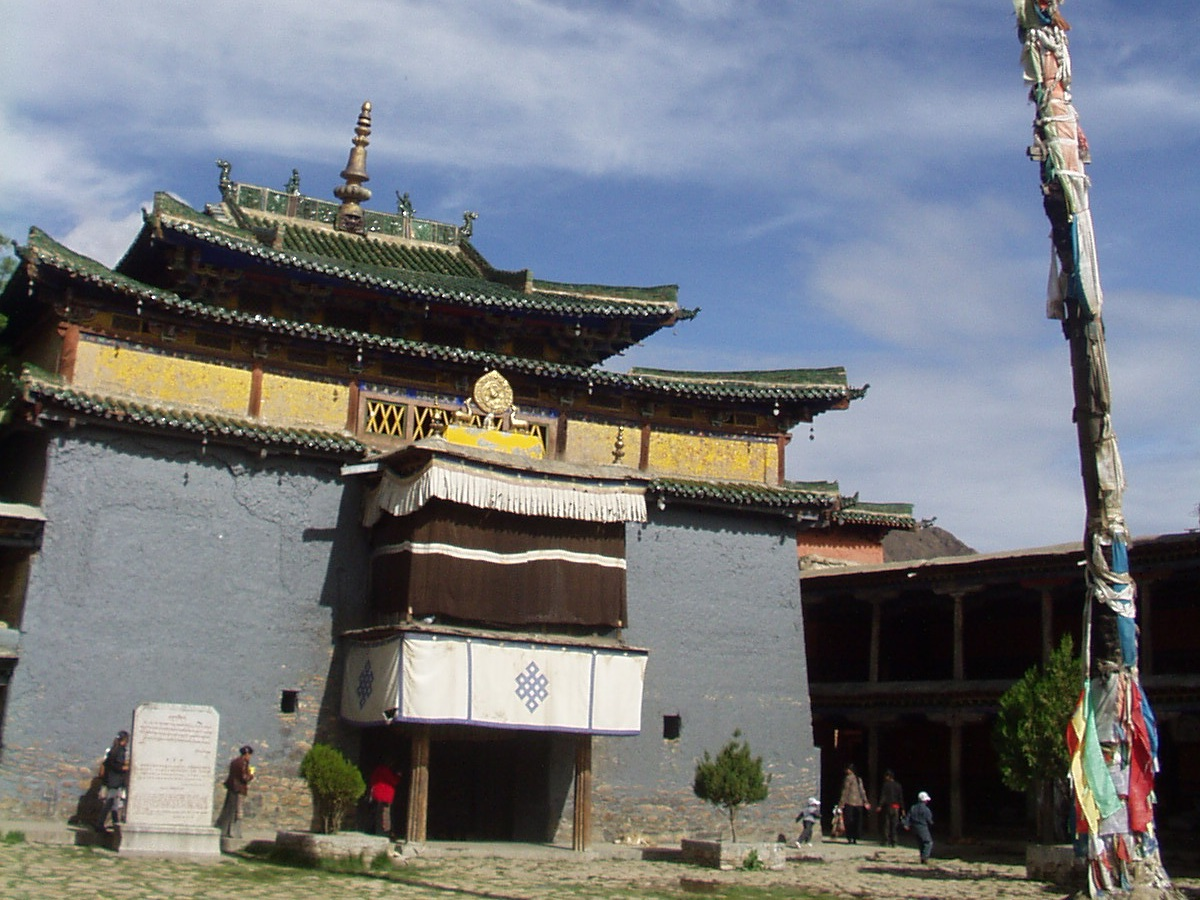
夏鲁寺的分段式重檐歇山顶
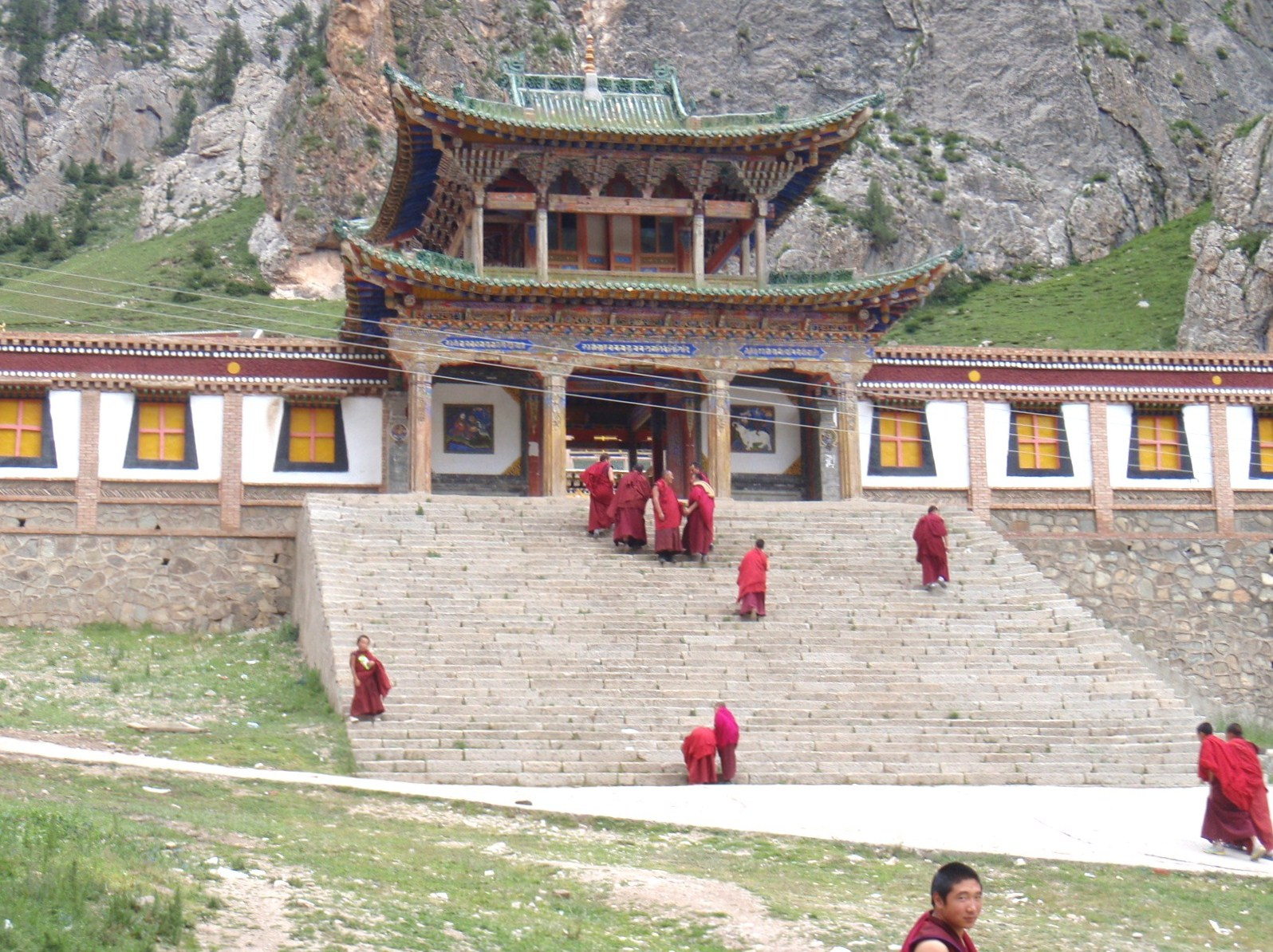
青海安多藏區赛宗寺重檐歇山山門
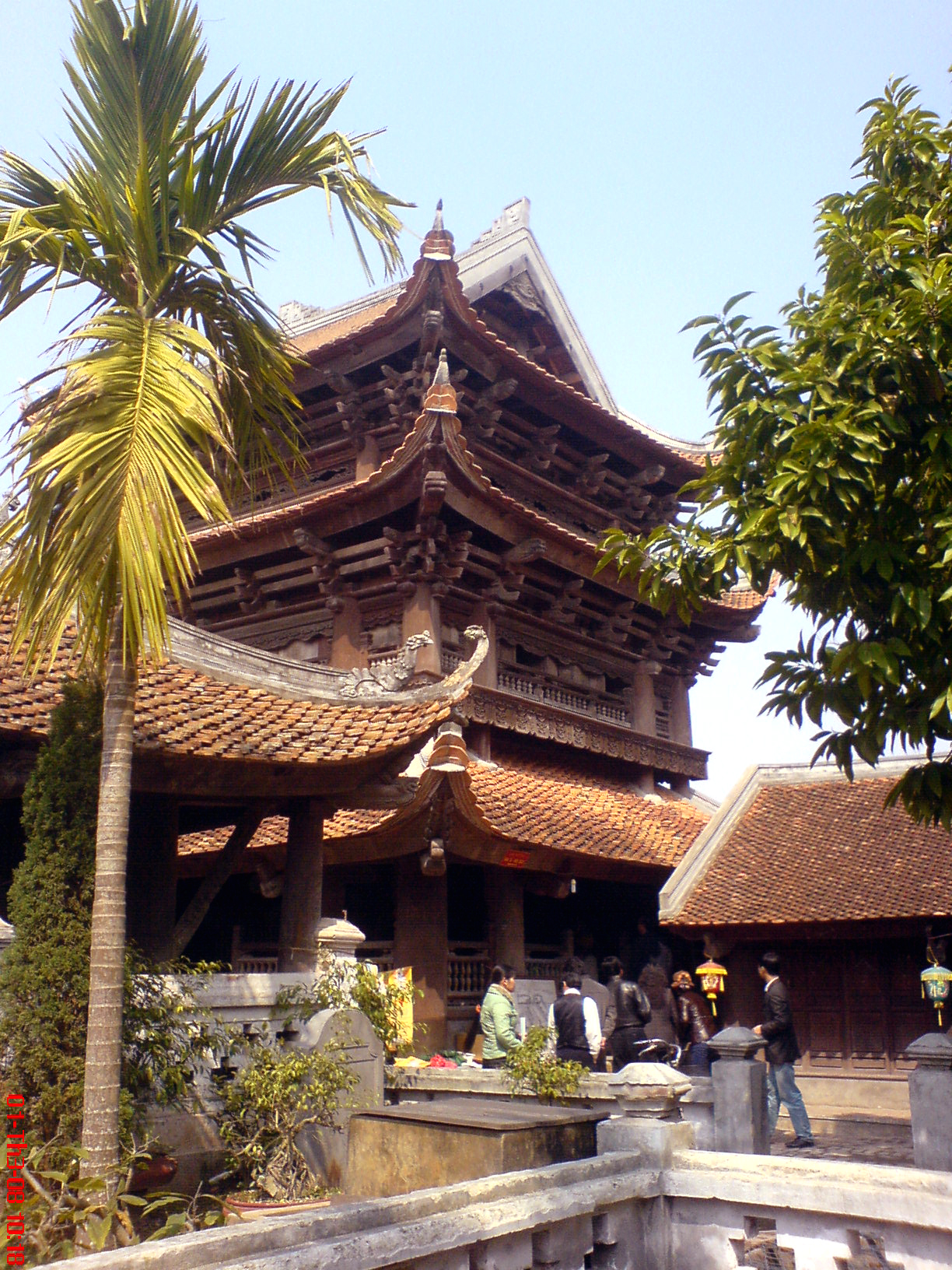
神光寺爲雙層建築，第二層採用重檐歇山頂。
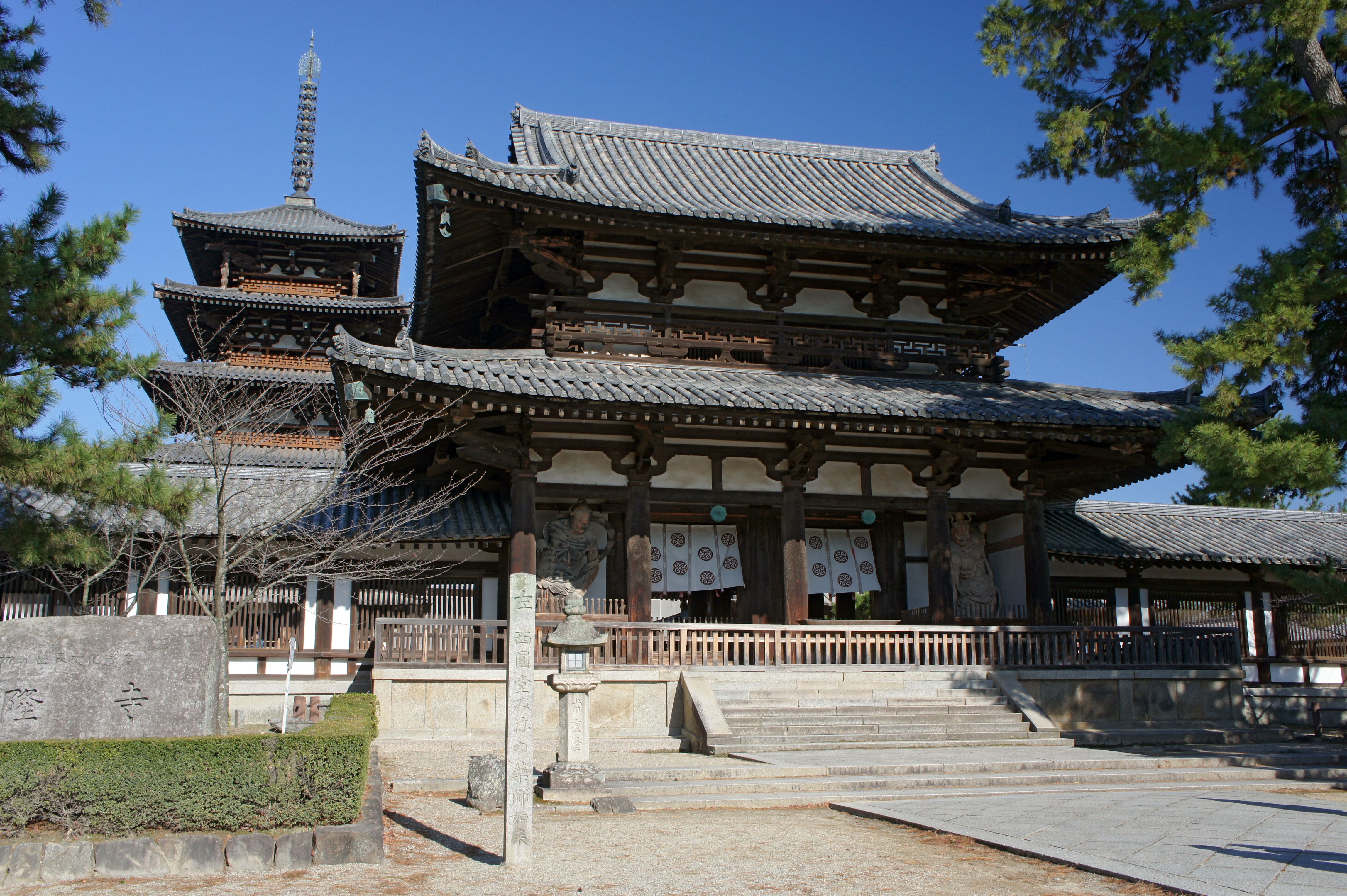
奈良法隆寺中門使用重檐歇山頂。
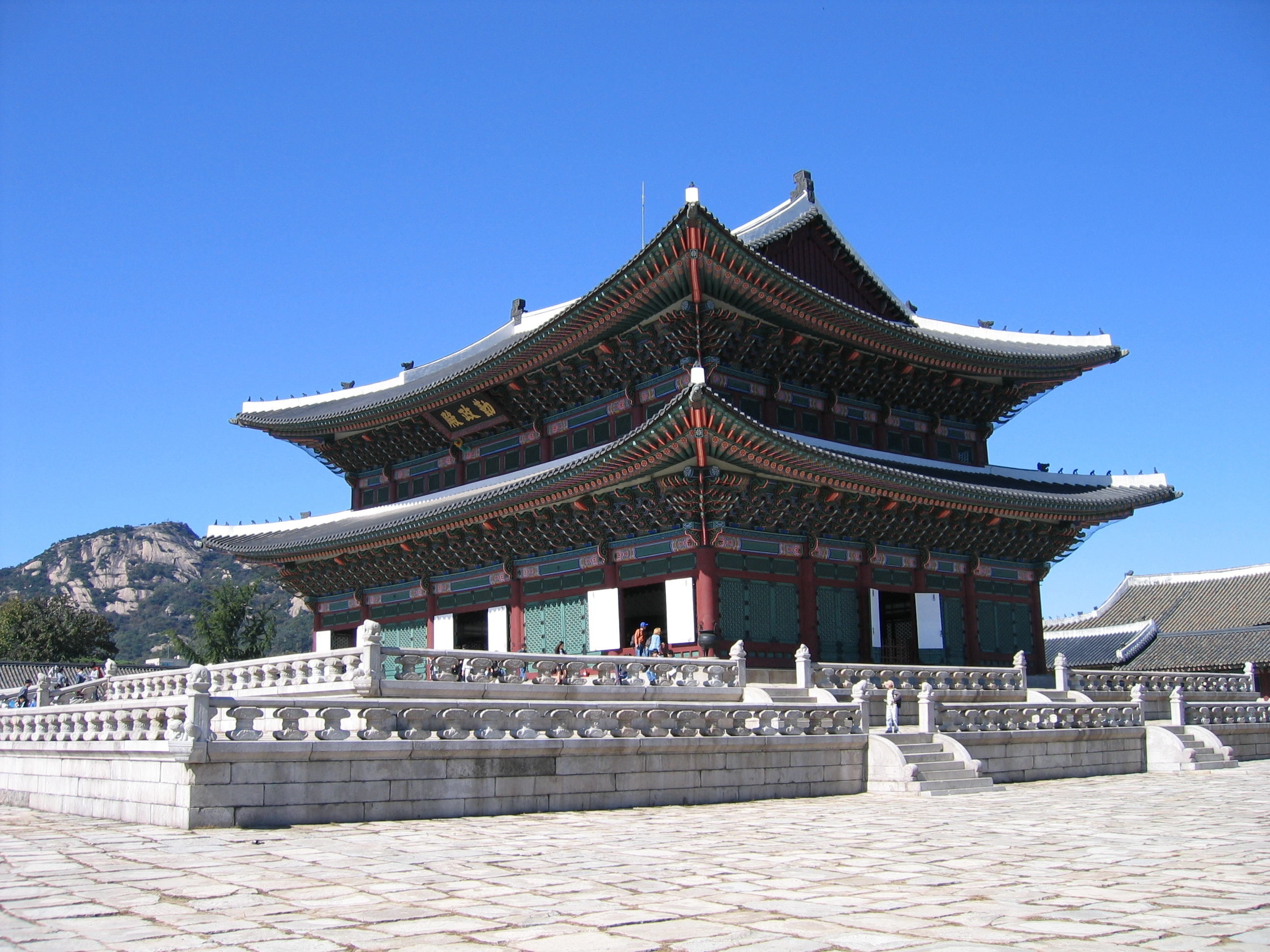
韓國景福宮勤政殿使用重檐歇山頂。
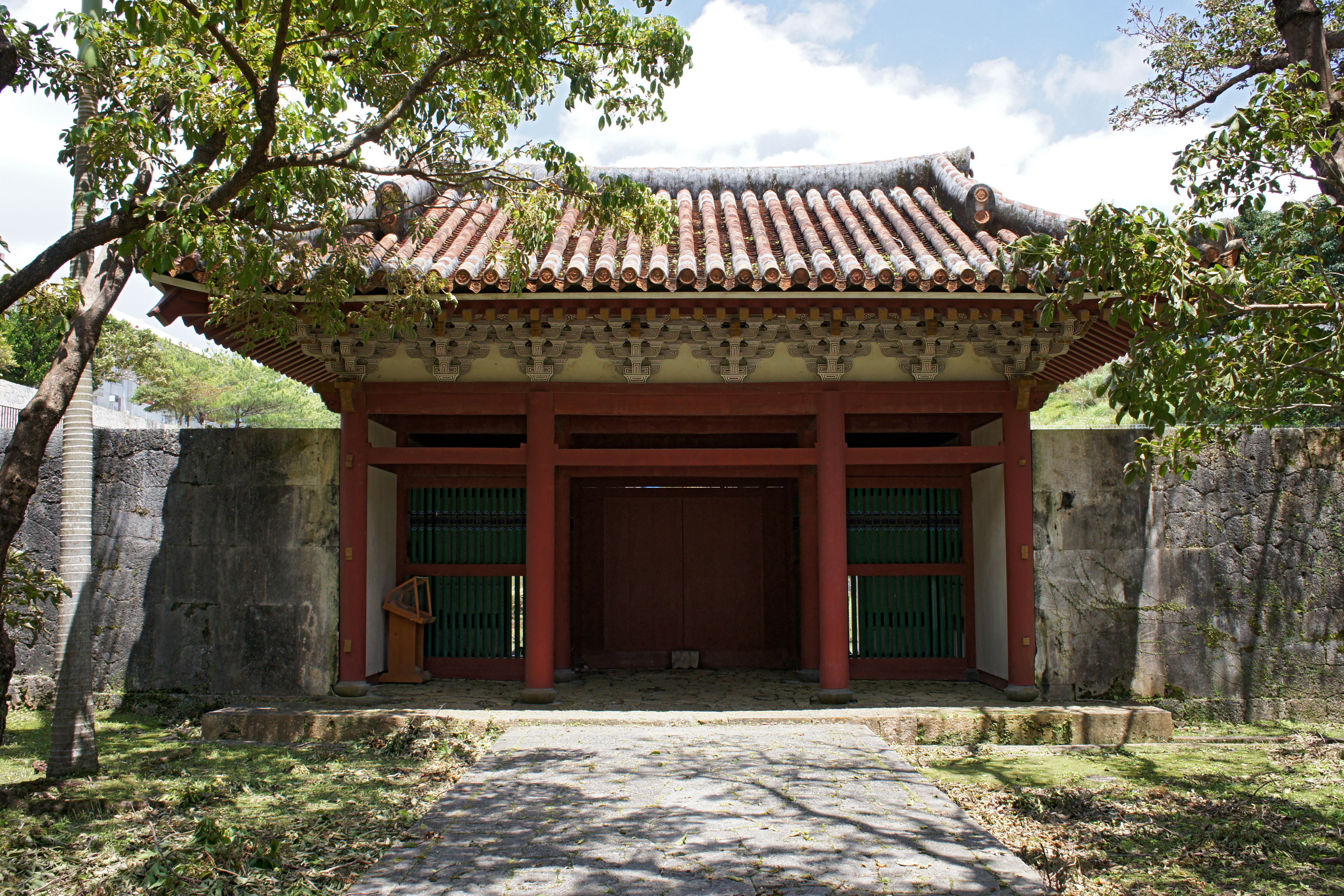
首里圓覺寺縂門採用單檐歇山頂。
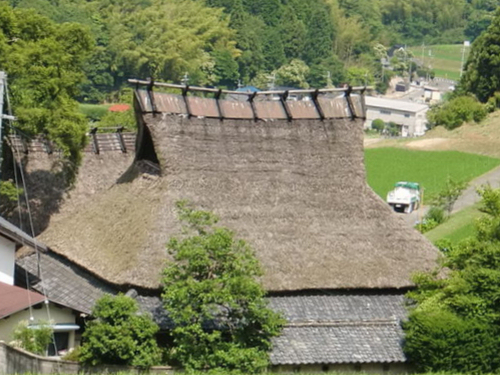
日本的入母屋造屋頂。
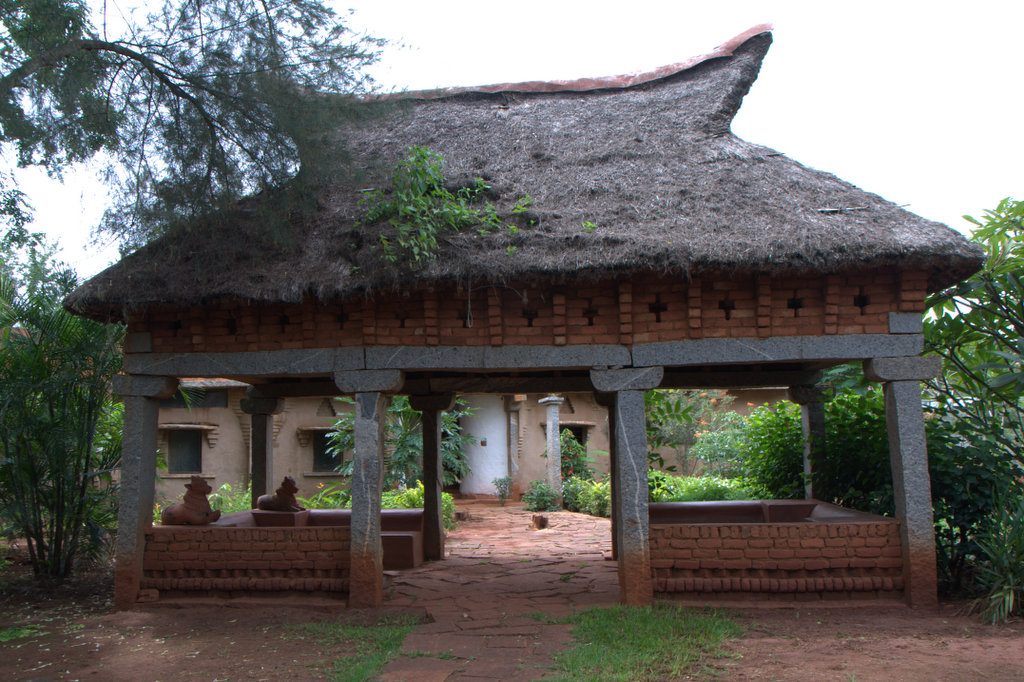
印度班加羅爾郊外的建築
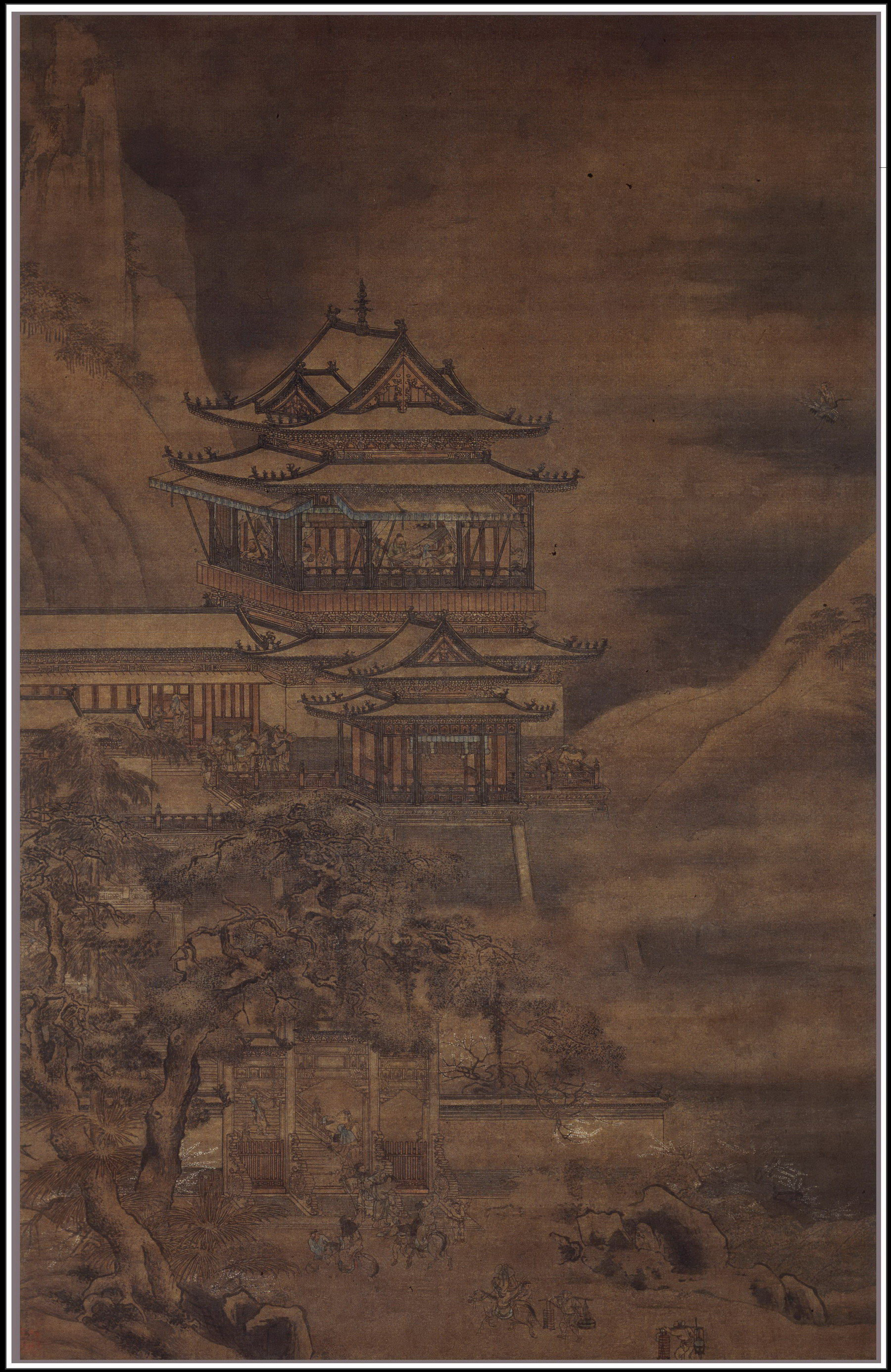
黃鶴樓圖
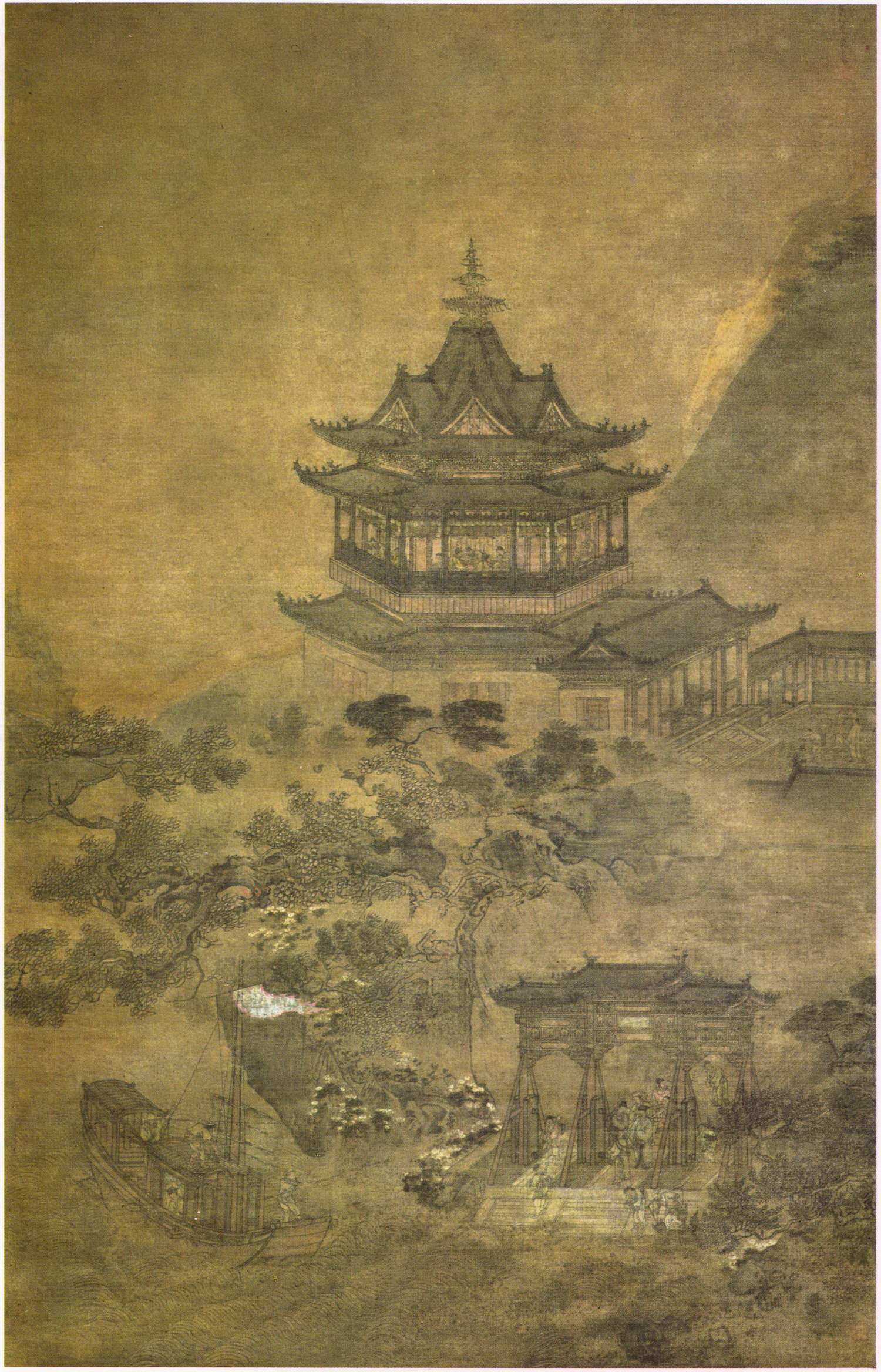
岳陽樓圖
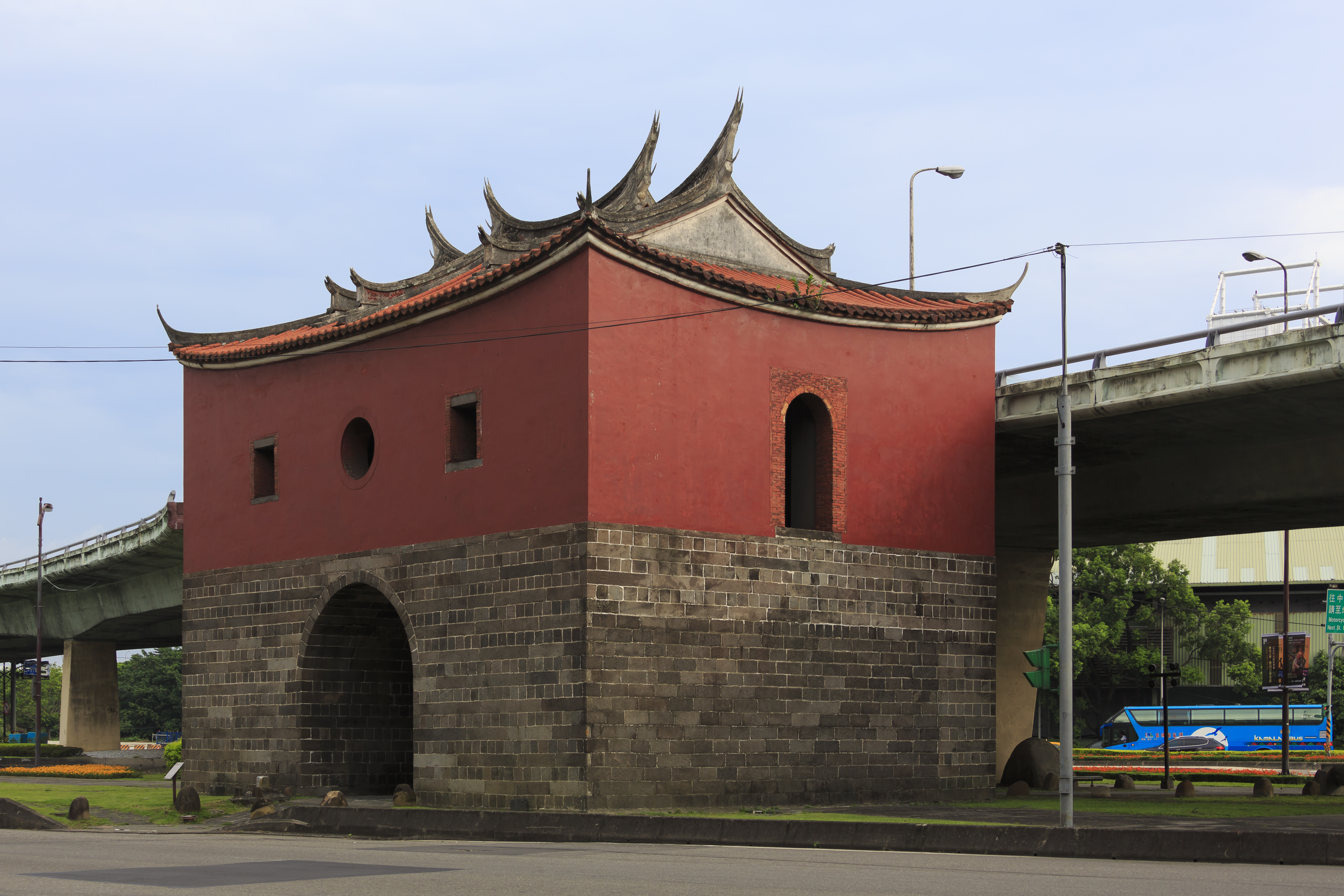
臺北府城北門採用單檐歇山頂
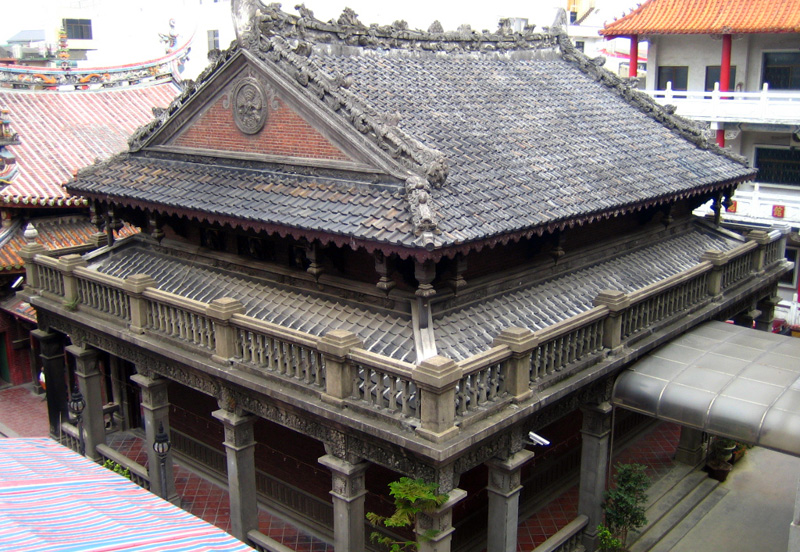
彰化南瑤宮觀音殿採用重檐歇山頂
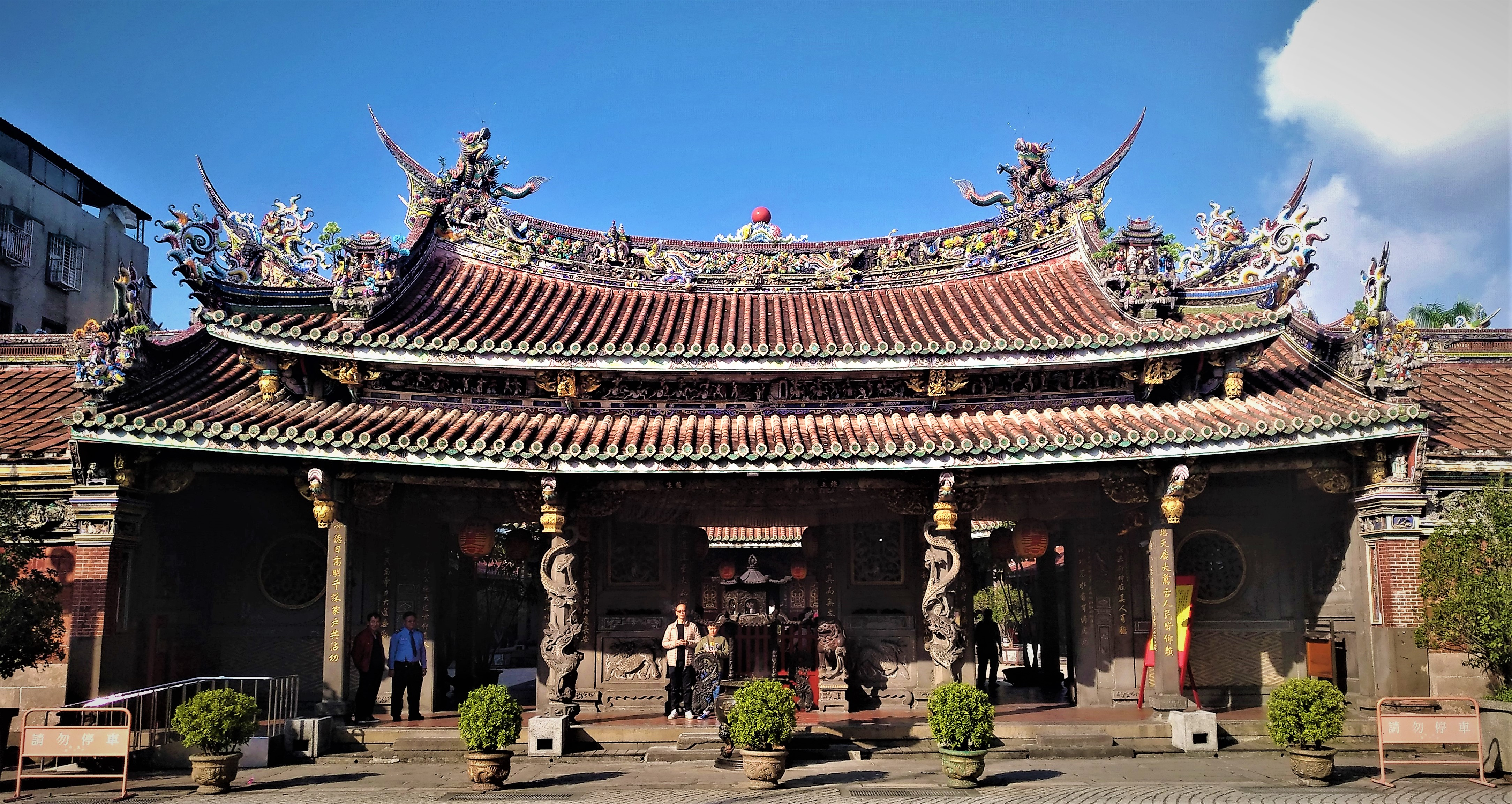
大龍峒保安宮三川殿採用「假四垂」
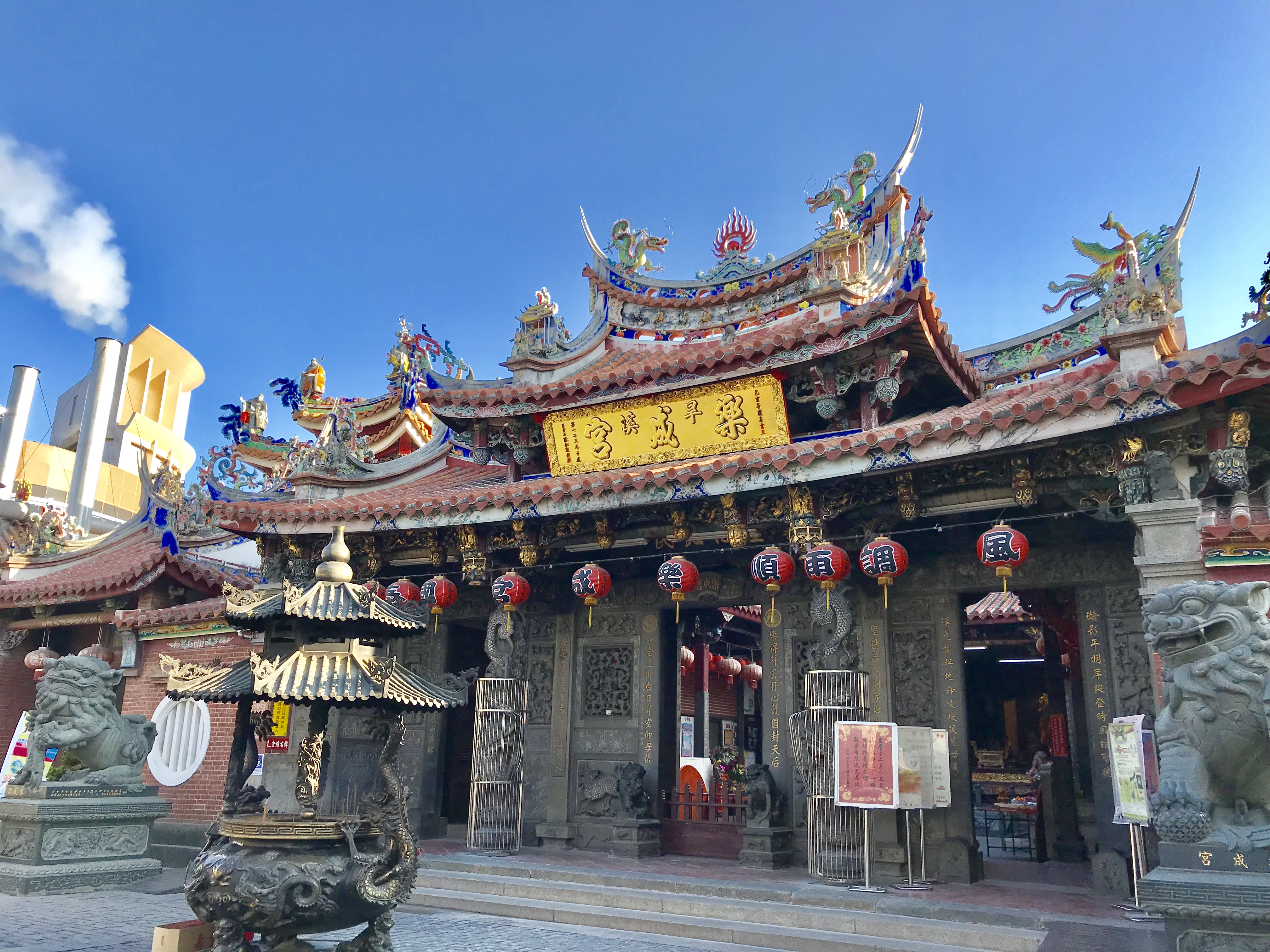
臺中樂成宮三川殿採用「升庵假四垂」